# فاینا ملنیک

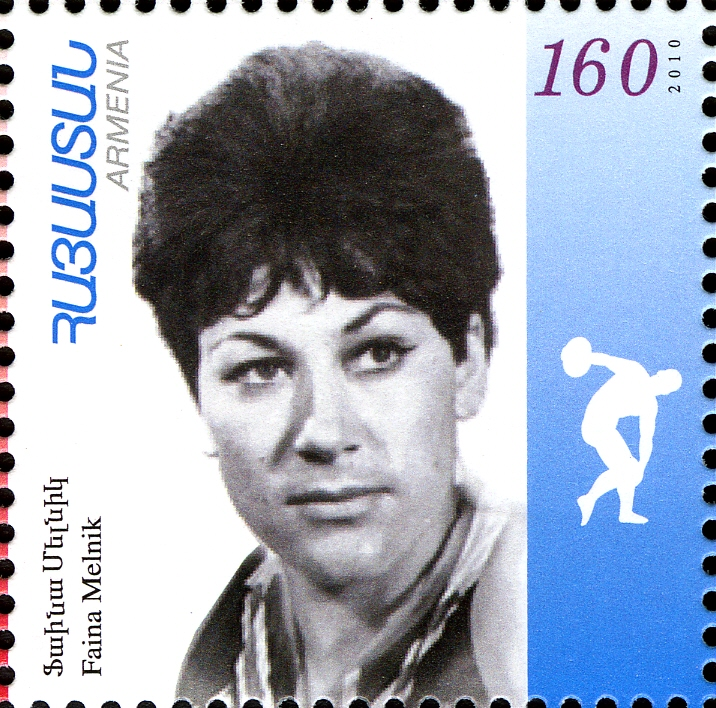

فاینا ملنیک (روسی: Фаина Григорьевна Велева-Мельник؛ ۹ ژوئن ۱۹۴۵ – ۱۶ دسامبر ۲۰۱۶) پرتابگر دیسک اهل اوکراین-اتحاد شوروی بود. وی در مسابقات کشوری و بین‌المللی در مجموع برندهٔ ۵ مدال طلا شده‌است.